# Union libérale républicaine

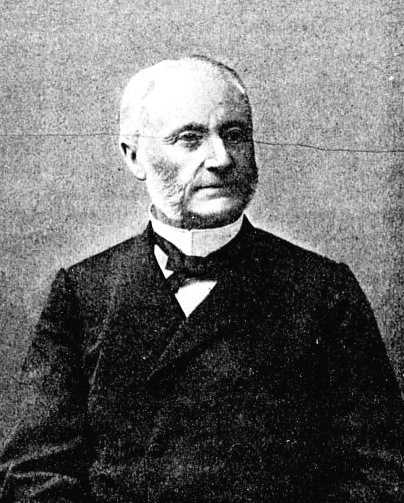
Henri Barboux, président de l'Union libérale républicaine de 1889 à 1903.

Pour les articles homonymes, voir Union libérale.
L'Union libérale républicaine est une formation politique libérale et conservatrice française de la fin du XIXe siècle.

## Histoire

### Fondation et premières campagnes (1889-1890)

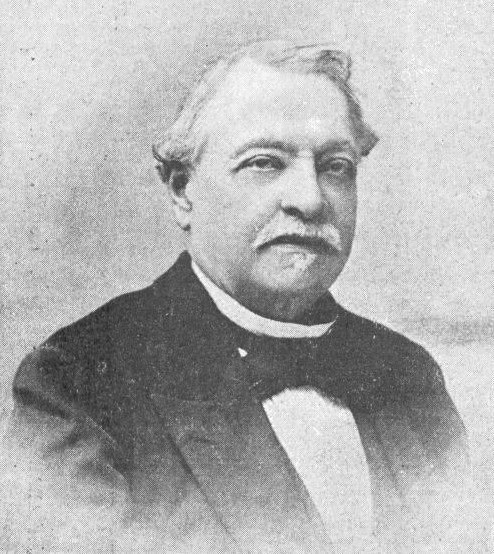
Léon Say, membre du comité de l'Union libérale de 1889 à 1896.

À la fin des années 1880, la crise boulangiste incite les principaux courants politiques républicains, encore essentiellement structurés par des groupes parlementaires et des journaux, à constituer des associations plus ouvertes pour coordonner la propagande et les campagnes électorales, préfigurant ainsi les partis politiques qui apparaîtront au début du XXe siècle. C'est notamment le cas de l'Association nationale républicaine, fondée en 1888 par les opportunistes.
Ne voulant pas être en reste, les républicains modérés libéraux ressentent également la nécessité de s'organiser. Héritiers du Centre gauche qui a connu son heure de gloire avec Thiers dans les années 1870, ils ont conservé une influence certaine au Sénat mais sont devenus très minoritaires à la Chambre, où ils n'ont plus que huit députés. En mars 1889, sous l'impulsion de Georges Patinot, directeur du Journal des débats, ils fondent ainsi une Union libérale. Ce nom rappelle celui de la coalition formée sous la direction de Thiers en 1861 pour rassembler les républicains modérés et les monarchistes libéraux opposants au Second Empire en vue des élections de 1863.
Le manifeste de l'Union libérale, dirigé contre le « césarisme » boulangiste mais également contre le radicalisme dont les libéraux rejettent les idées (impôt sur le revenu, séparation de l’Église et de l’État, révision constitutionnelle), appelle à une république « libérale et résolument conservatrice ». Publié dans le Journal des débats, qui deviendra le principal organe de la nouvelle formation, ce document est signé par de nombreuses personnalités de la tribune, de l'industrie, du commerce, de la banque, du barreau et de la presse.
Présidé par l'avocat d'affaires Henri Barboux, le comité de l'Union libérale comprend des personnalités du Centre gauche telles que les sénateurs Léon Say et Charles Sébline et le juriste Georges Picot. Ce « comité de la rue Baillif » (son secrétaire général habite au no 9 de cette rue) reçoit le soutien secret du duc d'Aumale, qui lui adresse une importante somme d'argent, aidant ainsi les candidats libéraux à remporter près d'une cinquantaine de sièges à l'issue des élections législatives de 1889. Mise en sommeil après ce scrutin, l'Union libérale est réactivée en mars 1890, en vue des élections municipales, en se dotant d'un véritable siège permanent, au no 15 de la rue de la Ville-l'Évêque, en faisant paraître un journal anti-radical, Paris électoral, et en apportant son soutien à des candidats modérés, qui remportent six sièges.

### De l'Union libérale à la Fédération républicaine (1892-1903)
L'Union libérale sort une seconde fois de son sommeil au début de l'année 1892, en prévision des législatives de l'année suivante, afin de lutter contre l'émergence du socialisme collectiviste et de s'opposer aussi bien à l'anticléricalisme des radicaux (avec lesquels toute coalition de « concentration républicaine » est désormais exclue) qu'au cléricalisme de certains ralliés. C'est à cette époque que l'association rajoute l'épithète « républicaine » à son nom pour mieux se distinguer du groupe de l'« Union libérale de la Droite » (ou « Union libérale des Droites »), nouvel avatar de l'Union des droites (groupe monarchiste) présidé par Caillard d'Aillières.
Entre la fin de l'année 1895 et le début de l'année 1896, alertée par la formation d'un gouvernement Léon Bourgeois dominé par les radicaux, l'Union libérale républicaine se réactive une troisième fois. Dans la perspective des législatives de 1898, elle entreprend la création de comités locaux, organise des conférences en province, diffuse des brochures de propagande et commence à éditer un bulletin mensuel. Le 19 juin 1896, un premier comité départemental est créé à Bordeaux sous l'égide du négociant Marc Maurel et du banquier Fernand Samazeuilh,. Un second, intitulé « Comité républicain de gouvernement », voit le jour à Lille en 1897.
Libérale sur les plans politique, économique et social, l'Union libérale républicaine ne compte pas que des partisans du libre-échange et diffuse les discours du protectionniste Jules Méline. Pendant l'Affaire Dreyfus, elle appelle au respect des institutions judiciaires à la suite de la cassation du jugement de 1894 et réprouve l'antisémitisme. Si elle renvoie dos à dos le « parti radical et socialiste » et les factieux nationalistes, elle se distingue cependant de l'aile droite des « progressistes » (nouveau nom des opportunistes) en ne refusant pas son soutien au gouvernement Pierre Waldeck-Rousseau malgré la présence du socialiste Millerand.
Au-delà de cette divergence et des différences originelles entre les libéraux dirigés par Barboux et les progressistes restés fidèles à Méline, la tendance est à la concentration des républicains conservateurs face à l'organisation du Bloc des gauches. Par conséquent, en novembre 1903, l'Union libérale républicaine se joint à l'Association nationale républicaine et à d'autres formations mélinistes pour fonder un parti politique de centre droit, la Fédération républicaine. Cette nouvelle formation correspond ainsi au « Parti progressiste » que Paul Bosq avait appelé de ses vœux, sept ans plus tôt, dans Le Figaro du 26 mai 1896.
En 1893, Jacques Piou, président de la Droite républicaine, avait préfiguré l'Esprit nouveau de 1894 en imaginant un « parti tory » républicain fédérant l'Union libérale républicaine et les ralliés. Ce projet était également partagé par Ernest Daudet, qui jugeait, dans les colonnes du Figaro, que les deux partis étaient « fatalement destinés [...] à marcher ensemble ». Les ralliés ayant finalement formé en 1902 leur propre parti, l'Action libérale populaire, il faudra attendre 1919 et la constitution du Bloc national pour assister à cette fusion au sein de la Fédération républicaine, qui restera ainsi le principal parti de droite jusque dans les années 1940.

## Membres notables

### Membres du comité
- Jean-Jacques Alicot[19]
- Alfred André, trésorier[3]
- Édouard Aynard[19]
- Henri Barboux, président[3]
- Agénor Bardoux[20]
- Franck Chauveau[21]
- Général Cosseron de Villenoisy[3]
- Jules Dietz (du Journal des débats)[22]
- Anatole Dunoyer (ancien conseiller d’État)[3]
- Jules Franck (directeur de La Liberté)[5]
- André Heurteau (du Journal des débats)[21]
- Georges Lachapelle, secrétaire général (1896-)[23]
- Anatole Leroy-Beaulieu[21]
- Léon Louvet (avocat)[21]
- Émile de Marcère[21]
- Émile Mercet (banquier)[21]
- Monjean (directeur honoraire du collège Chaptal)[3]
- Étienne de Nalèche[5]
- Jules-Hippolyte Percher, secrétaire général (1889-1895)[3]
- Georges Picot[3]
- Richemond (ancien président du Tribunal de commerce de la Seine)[24]
- Gustave Roy (président de la Chambre de commerce de Paris)[3]
- Léon Say[3]
- Charles Sébline[3]
- Ludovic Trarieux[3]

### Adhérents et sympathisants
- Auguste Louis Albéric d'Arenberg[19]
- Martial Baile[1]
- Théodore Barrois[25]
- Jules Barthélemy-Saint-Hilaire[10]
- René Bérenger[3]
- Georges Berger[1]
- Henri Besnard[3]
- Alexandre Bétolaud[3]
- Raphaël Bischoffsheim[26]
- Émile Blanche[3]
- Ernest de Blignières[3]
- Frédéric Bonnefille[27]
- Auguste Boulanger-Bernet[1]
- Charles Bourlon de Rouvre[10]
- William Bouwens van der Boijen[3]
- Jules Brisson[3]
- Michel Caplain[28]
- Ernest Caron[7]
- Joseph Chailley-Bert[10]
- Jules Charles-Roux[1]
- Francis Charmes[10]
- Alphonse Chodron de Courcel[10]
- Claude Clausel de Coussergues[1]
- Sélim-Marie Cosmao-Dumenez[1]
- Émile Coutisson[1]
- Henri-Ferdinand Davrillé des Essards[7]
- Paul Decauville[10]
- Ernest Denormandie[10]
- Paul Deschanel[29]
- Armand Després[1]
- Jean Dethomas[26]
- Jacques Drake del Castillo[3]
- Ferdinand Dreyfus[27]
- François Duplan[7]
- Émile Ferry[30]
- Henri Fould[3]
- Adolphe Franck[3]
- Charles Franquet de Franqueville[10]
- Jules Gaillard[29]
- Gustave Gailly[3]
- Ernest Gay[28]
- Albert Gigot[31]
- Eugène Goüin[3]
- Pierre-Nicolas Hervieu[7]
- Albert Jacquemin[10]
- Charles Jonnart[26]
- Jean-Baptiste Krantz[3]
- Paul Laffitte[26]
- Adrien Lannes de Montebello[3]
- Odilon Lannelongue[3]
- Léon Laroze[26]
- Paul Leroy-Beaulieu[10]
- Alfred Loreau[1]
- Lyon-Caen[10]
- Guillaume de Maleville[3]
- François Masurel[26]
- Paul Meyer[10]
- Alfred Mézières[10]
- Eugène Motte[25]
- Henri d'Orléans, duc d'Aumale[5]
- André Ouvré[1]
- Frédéric Passy[26]
- Georges Patinot[3]
- Henri Pensa[7]
- Étienne Perrichont[7]
- Henri Pognon[10]
- Laurent Prache[7]
- Justin Quintaà[10]
- Eugène Rambourgt[1]
- Émile Raunié[7]
- Léon Renault[3]
- Alexandre Ribot[26]
- Lucien Rodat[26]
- Edmond Rousse[3]
- Raoul Rousset[10]
- Émile Trélat[26]
- Ulysse Trélat[3]